# Manhattan-Waltzes
Manhattan-Waltzes är en vals utan opustal av Johann Strauss den yngre. Den spelades första gången den 12 juli 1872 i Academy of Music i New York.

## Historia
Trots den fenomenala personliga succén det innebar för Johann Strauss att engageras som dirigent till "Världsfredsjubileet" och "Internationella Musikfestivalen" i Boston i juni och juni 1872 hade Strauss inga trevliga minnen från sin enda visit till USA. Mer än tjugo år senare berättade han för Otto Eisenschitz, reporter för tidningen Deutsche Zeitung (4 februari 1894): "Inget kunde ha hållit mig kvar. All denna hets och jäkt! Järnvägarna, som går på gatorna, skrämde mig. Jag trodde verkligen jag skulle bli tokig. Jag skyndade så fort jag kunde till mitt hotell, tog mitt bagage, for till New York och gick omedelbart ombord på båten igen. Jag var [endast] lycklig när jag åter satt i mitt lugna hem i Wien!".
Huruvida det var frågan om tidens gång eller en önskan att överdramatisera sina äventyr för reportern så glömde Strauss nämna att han reste från Boston till New York för att i expressfart ge ytterligare välbetalda konserter. Den 4 juli 1872 skrev The Boston Daily: "New York har engagerat Herr Johann Strauss att ge tre konserter i Academy of Music i nämnda stad på måndag, onsdag och fredag afton nästa vecka. Han ska leda en orkester bestående av sextio musiker från New York. Strauss kommer för sina tjänster erhålla en summa på $ 4 500 för tre konserter". Trots att The Boston Herald redan den 11 juni 1872 skrev att "Alla artister, inklusive de utländska orkestrarna, förbinder sig att inte uppträda på någon annan plats i landet förutom på Coliseum i Boston", verkar denna regel ha varit flexibel då Strauss, den engelska pianisten Arabella Goddard (1836-1922), sopranen Minna Peschka-Leutner (1839-90) Grenadjärregementets orkester (under ledning av Dan Godfrey, 1831-1903) alla accepterade engagemang i New York efter Bostonjubileet var avslutad.
Den 6 juli, två dagar efter Världsfredsjubileet officiellt hade avslutats, hölls en välgörenhetskonsert för Strauss i 'Coliseum'. Omedelbart efteråt reste Strauss och hans hustru Jetty med tåg från Boston till New York. Den vanligtvis vane resenären Strauss uppskattade inte upplevelsen och anförtrodde sig (på tyska) till reportern från The New York Sun den 13 juli 1872: "Jag vill nämna något annat riktigt skrämmande för dig. De har inga Fahnwächter (Trafikvakter) vid järnvägarna här. Det är fullständigt galet". Jetty Strauss lade till: "Min make säger att han hellre blir dödad på stört än åker en resa till på en amerikansk järnväg. Han vet att han skulle bli dödad omedelbart".
Trots den tryckande hettan inne i auditoriet hade stora folkmassor samlats för Johann Strauss konsert i Academy of Musik, på den tiden den största teatern i New York. Succén efter öppningskonserten den 8 juli grumlades något då en skrupulös promotor felaktigt annonserade om en "Stor bal" som skulle dirigeras av Strauss i Central Park. När bluffen avslöjades skrev någon hämndlysten person ett brev till The New York Herald den 9 juli 1872 och påstod att det var från Strauss, komplett med en falsk signatur. Brevet förlöjligade Amerika och dess invånare. För att hindra de väntande klagomålen tvingades Strauss att publicera en dementi i tidningen den 12 juli. Under tiden hade den andra konserten hållits den 10 juli och den hade varit en så stor framgång att redaktören för The New York Herald (12 juli) bad Strauss att förlänga dennes vistelse i Amerika med de profetiska orden: "Den dagen kommer när den amerikanska publiken kommer bli lika viktig för stora artister som den i Paris och Sankt Petersburg". Strauss hade inga tankar på att ändra sina planer, men han hade en present till publiken vid sin sista konsert i Academy of Music den 12 juli: valsen Manhattan-Waltzes. Verket är i realiteten en samling av melodier från fem av hans tidigare valser och i slutet citerar han sången Old Folks at Home av Stephen Foster.
I september 1872 publicerades valsen av Oliver Ditson & Co. i Boston i ett samlingsverk på 225 sidor med titeln "Strauss klenoder". Försäljningen gick över förväntan och den 10 maj 1873 hade förlaget sålt 15 000 exemplar. 
Med ett viktigt undantag är Strauss Manhattan-Waltzes identisk med Walzer-Bouquet No 1. Det förekommer stora skillnader i tempi och dynamik mellan de två verken; Vals 1B i Manhattan är markerad med den italienska instruktionen "Vivace. Sempre staccato" (Livligt. Ständig staccato), medan i Walzer-Bouquet är den endast markerad med den tyska termen "Lebhaft" (Livlig). Den stora skillnaden återfinns emellertid i respektive verks slut (coda). Medan Walzer-Bouquet slutar med 13 takter av egenhändigt komponerat material, slutar Manhattan-Waltzes med 23 takter citat från "Old Folks at Hom" omedelbart före de sista 13 takterna.
Manhattan-Waltzes består av följande material från andra Strauss-valser:
- Inledning - Bygger på de 4 första takterna av tema 1A av Bürgerweisen (op. 306), följd av delar av inledningen till Telegramme (op. 318)

- Vals 1A

- tema 1A från Bürgerweisen op. 306
- Vals 1B

- tema 1B från Bürgerweisen op. 306
- Vals 2A

- tema 4A från Wiener Bonbons op. 307
- Vals 2B

- tema 4B från Wiener Bonbons op. 307
- Vals 3A

- tema 1A från Freuet euch des Lebens op. 340
- Vals 3B

- tema 3B från Illustrationen op. 331
- Vals 4A

- tema 5A från Die Publicisten op. 321
- Vals 4B

- tema 4B från Die Publicisten op. 321
- Coda

- Coda från Bürgerweisen (op. 306) - Wiener Bonbons (tema 4A) - Illustrationen (tema 3B) - 23 takter från Old Folks at Home (Stephen Foster)

## Om verket
Speltiden är ca 8 minuter och 3 sekunder plus minus några sekunder beroende på dirigentens musikaliska tolkning.